# Месини (дим)
Меси́ни (греч. Δήμος Μεσσήνης) — община (дим) в Греции на юго-западной оконечности полуострова Пелопоннеса на побережье залива Месиниакос Ионического моря в периферийной единице Месинии в периферии Пелопоннес. Население — 23 482 жителя по переписи 2011 года. Площадь — 562,062 квадратного километра. Плотность — 41,78 человека на квадратный километр. Административный центр — Месини. Димархом на местных выборах 2014 года избран Йоргос Цонис (Γιώργος Τσώνης).
Сообщество Месини создано в 1912 году (ΦΕΚ 262Α). В 1946 году (ΦΕΚ 290Α) создана община. В 2010 году (ΦΕΚ 87Α) по программе «Калликратис» к общине Месини присоединены упразднённые общины Андруса, Аристоменис, Вуфрадес, Итоми, Петалидион и Эпия, а также сообщество Трикорфон.

## Административное деление

Административное деление общины:
1 — Месини
2 — снизу вверх по часовой стрелке: Эпия, Петалидион, Вуфрадес, Аристоменис, Трикорфон, Итоми, Андруса

Община (дим) Месини делится на 8 общинных единиц.